# Macarena Orellana
Orellana  Caperochipi est un nom espagnol. Le premier nom de famille, en général paternel, est Orellana ; le second, en général maternel, souvent omis, est Caperochipi.
Macarena Orellana Caperochipi est une professeure d'histoire et kickboxeuse chilienne. Elle est championne panaméricaine et six fois championne nationale. En octobre 2021, elle gagne la médaille d'argent aux Championnats du Monde de kickboxing en Égypte. Elle a pour surnom la « Maquinita ».

## Biographie

### Jeunesse et formation
Macarena Orellana naît et grandit dans le quartier d'Arellano dans la commune de Macul. Elle obtient un master en histoire latino-américaine.

### Carrière universitaire
Macarena Orellana enseigne l'histoire à l'université catholique Silva Henríquez et dans des lycées, et est professeure assistante du département d'histoire de l'université du Chili.
En 2016, elle dénonce, aux côtés de l'étudiante Dina Camacho, le harcèlement sexuel dont elle a été victime de la part de Leonardo León, ex-directeur du département d'histoire,.

### Carrière sportive
Après les assassinats de Nicole Saavedra et de Daniel Zamudio, Macarena Orellana cherche à faire un sport qui la fasse se sentir plus en sécurité dans sa vie quotidienne et dans l'espace public en tant que femme et lesbienne, et elle commence le kickboxing,. Son entraîneur est Iván Galaz. Elle essaye également d'autres sports de contact comme que le MMA, la boxe et le BJJ. Sebastián Corral lui donne le surnom la « Maquinita ». Elle a comme devise « Pelea como Mujer » (« Lutte comme une femme »).
Elle propose des ateliers de kickboxing pour les jeunes. Depuis 2017, elle organise des championnats de kickboxing féminin « Pelea como Mujer » (« Lutte comme une femme », auxquels participent des sportives de tous niveaux,.
Elle dénonce le manque d'appui économique au sport au Chili, en particulier pour pouvoir représenter le Chili dans des tournois internationaux,. Bien qu'elle se soit classée trois fois pour les championnats du monde, elle ne peut y assister en 2017 et 2019, faute de moyens. En août 2021, alors qu'Orellana cherche à rassembler des fonds pour pouvoir participer au mondial en Égypte, elle reçoit une proposition d'aide du chef d'entreprise Andrónico Luksic, qu'elle refuse. Elle explique ne pas vouloir être utilisée pour laver l'image de Luksic et le critique ainsi que ses entreprises, en assurant préférer recevoir de l'argent « de gens honnêtes, qui croient en mon travail, en mon militantisme, en ma vie sportive et universitaire ». En octobre 2021, elle gagne la médaille d'argent au Championnat mondial de kickboxing en Égypte.
Elle est une supportrice du club de football Colo Colo.

## Palmarès sportif
Elle est invitée à divers tournois nationaux et internationaux, mais faute de moyens elle ne peut assister au Mondial de Kickboxing WAKO en Hongrie en 2017. Elle gagne les médailles suivantes :

### 2016
- Championne nationale de kickboxing WAKO dans la catégorie -56 kilos Low Kick
- Médaille d'or aux Panaméricains WAKO en -56 kilos low kick, Cancún (Mexique)

### 2017
- Championne nationale de kickboxing WAKO dans la catégorie -56 kilos Low Kick
- Championne de la Coupe du Chili de la WKF -60 kilos
- Médaille de bronze aux Sudaméricains WAKO 2017 dans la catégorie -56 kilos, Brésil

### 2018
- Championne nationale de kickboxing WAKO dans la catégorie -56 kilos Low Kick
- Championne de la Coupe du Chili de la WKF -60 kilos
- Médaille d'or dans la catégorie 56 kilos de « low kick-ceintures de couleur » dans le X Tournoi panaméricain de Kickboxing à Cancún (Mexique)

### 2019
- Médaille d'or aux Sud-américains de Kickboxing à Pucón (Chili)

### 2021
- Médaille d'argent au Championnat Mondial de Kickboxing en Égypte[12]